# Heiseiperiode
De Heiseiperiode (平成) is de naam van het voorgaande tijdperk van de geschiedenis van Japan. De periode begon op 8 januari 1989, de eerste dag na de dood van keizer Hirohito en eindigde op 30 april 2019 bij de abdicatie van keizer Akihito en het aantreden van keizer Naruhito. Volgens Japanse traditie werd Hirohito postuum hernoemd tot "Keizer Shōwa", Akihito wordt bij leven aangeduid als emeritus keizer Akihito.
Met de start van de Heiseiperiode begon de hierbij horende jaartelling weer bij 1. Zo is 1989 Heisei 1.
De periode liep af na de abdicatie van keizer Akihito, op 30 april 2019 (Heisei 31).

## Geschiedenis en betekenis
Op 7 januari 1989 om 7:55 in de ochtend werd de dood van keizer Shōwa officieel bekendgemaakt. Kort daarna maakte Keizō Obuchi, destijds hoofd kabinetssecretaris, het einde van de Shōwaperiode bekend, en noemde het nieuwe tijdperk "Heisei". Volgens Obuchi was deze naam afkomstig van twee Chinese geschiedenis- en filosofieboeken, te weten Shiji en het Boek der Documenten (書経 Shujing). In Shiji wordt de uitspraak "内平外成" (vrede van binnen en voorspoed van buiten) gebruikt als eerbetoon aan de Chinese keizer Shun. In de Shujing komt de uitspraak "地平天成" (het land is vol vrede en de lucht is helder) voor. Door deze twee te combineren ontstond het woord Heisei, wat volgens Obuchi "vrede overal" betekent.

## Gebeurtenissen
1989 markeerde de grootste economische groeispurt in de geschiedenis van Japan. Met een sterke yen en een goede wisselkoers met de dollar, zorgde de Bank van Japan voor een toename van investeringen. De grondprijzen in Tokio stegen met bijna 60%. Tegen 1991 kwam er een einde aan deze economische groei. Tevens kreeg Japan te maken met meer dan 10 jaar aan prijsdalingen en een vast Bruto nationaal product.
In 1995 vond de aardbeving van Kobe plaats. Datzelfde jaar was er een terroristische aanval met saringas op de metro van Tokio. Het feit dat de Japanse overheid niet goed reageerde op beide rampen leidde tot de formatie van enkele niet-gouvernementele organisaties, die tot de dag van vandaag een belangrijke rol spelen in de Japanse politiek.
De Heiseiperiode markeert ook Japans terugkeer als militaire wereldmacht. In 1991 steunde Japan de Golfoorlog financieel, maar constitutionele argumenten weerhielden het land ervan zelf deel te nemen.
Op 23 oktober 2004 vond er een aardbeving plaats in de regio Hokuriku, waarbij 52 mensen omkwamen.
Op 11 maart 2011 was er een zware aardbeving voor de oostkust van Japan, waarbij vooral de prefectuur Sendai zwaar werd getroffen,en hierdoor er 15.984 doden vielen en meer dan 2.562 vermisten.

## Omrekening naar de gregoriaanse kalender
| Heisei      | 1    | 2    | 3    | 4    | 5    | 6    | 7    | 8    | 9    | 10   | 11   | 12   | 13   | 14   | 15   | 16   | 17   | 18   | 19   | 20   | 21   | 22   | 23   | 24   | 25   | 26   | 27   | 28   | 29   | 30   |
| ----------- | ---- | ---- | ---- | ---- | ---- | ---- | ---- | ---- | ---- | ---- | ---- | ---- | ---- | ---- | ---- | ---- | ---- | ---- | ---- | ---- | ---- | ---- | ---- | ---- | ---- | ---- | ---- | ---- | ---- | ---- |
| Gregoriaans | 1989 | 1990 | 1991 | 1992 | 1993 | 1994 | 1995 | 1996 | 1997 | 1998 | 1999 | 2000 | 2001 | 2002 | 2003 | 2004 | 2005 | 2006 | 2007 | 2008 | 2009 | 2010 | 2011 | 2012 | 2013 | 2014 | 2015 | 2016 | 2017 | 2018 |